# Peter Snijders (politicus)
P.H. (Peter) Snijders (Dalen, 11 mei 1966) is een Nederlands politicus en bestuurder. Hij is lid van de VVD. Sinds 16 september 2019 is hij burgemeester van Zwolle.

## Loopbaan
Snijders studeerde bestuurskunde aan de Hanzehogeschool Groningen en bedrijfskunde aan de Rijksuniversiteit Groningen. Hij was beleidsmedewerker bij het ministerie van Binnenlandse Zaken en Koninkrijksrelaties en van januari 1995 tot januari 2001 bij de provincie Drenthe. Van augustus 2001 tot februari 2005 was hij kabinetschef van de commissaris van de Koningin in Overijssel en vanaf februari 2005 was hij wethouder van Coevorden.
Snijders was vanaf 15 september 2007 burgemeester van De Wolden. Vanaf 1 oktober 2011 was hij burgemeester van Hardenberg. Van juni 2015 tot maart 2016 was hij voorzitter van de VVD Kamercentrale Overijssel. Van maart 2016 tot februari 2022 was hij voorzitter van de VVD Regio Oost. Op 16 september 2019 werd hij burgemeester van Zwolle.
Naast zijn nevenfuncties ambtshalve werd Snijders lid van de raad van commissarissen van Wadinko, buitengewoon ambtenaar van de burgerlijke stand en lid van het presidium van de Städtebund Die Hanse. In december 2022 werd hij algemeen bestuurslid van de Vereniging van Nederlandse Gemeenten (VNG), waar hij voorzitter werd van de commissie informatiesamenleving.

## Privéleven
Snijders groeide op in Dalen. Zijn ouderlijk huis stond naast de burgemeesterswoning die hij geregeld bezocht toen Ivo Opstelten daar woonde. Hij huwde en kreeg een zoon en dochter.